# Ordu Kaboul Football Club
Maillots
Le Ordu Kaboul Football Club (en dari et en pachto : أردو كابل فوټبال کلب), plus couramment abrégé en Ordu Kaboul, est un club afghan de football fondé en 1976 et basé à Kaboul, la capitale du pays.

## Historique
- 2006 : Premier titre de Champion d'Afghanistan.

## Palmarès
| Compétitions nationales                                                        |
| ------------------------------------------------------------------------------ |
| - Championnat d'Afghanistan (5) : - Champion : 2004, 2005, 2006, 2007 et 2008. |

## Anciens joueurs du club
- Israfeel Kohistani